# Channallabes teugelsi
Channallabes teugelsi és una espècie de peix d'aigua dolça de la família dels clàrids i de l'ordre dels siluriformes.

## Morfologia
- Els mascles poden assolir 14,5 cm de longitud total.
- Nombre de vèrtebres: 70-82.[5]

## Hàbitat
És un peix d'aigua dolça i de clima tropical. Es troba a la conca del riu Ogowe a Àfrica.